# Lecythis
Lecythis là một chi thực vật có hoa trong họ Lecythidaceae.

## Loài
Chi Lecythis gồm các loài: